# Rastoke

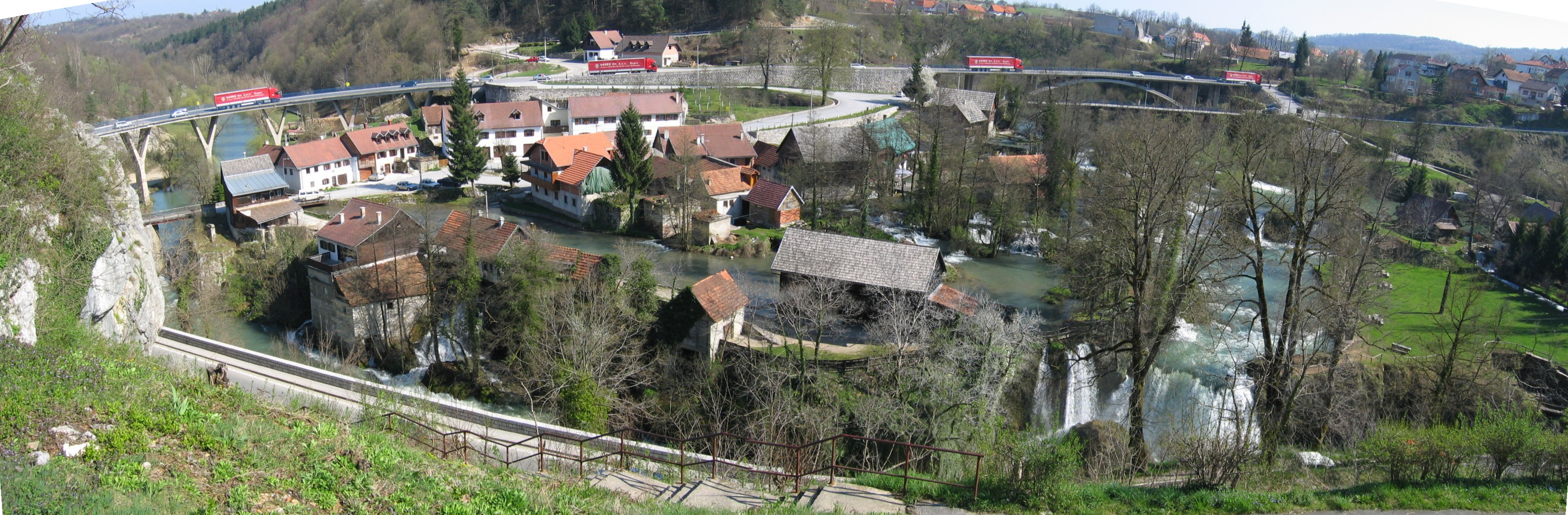
Panorama över Rastoke.

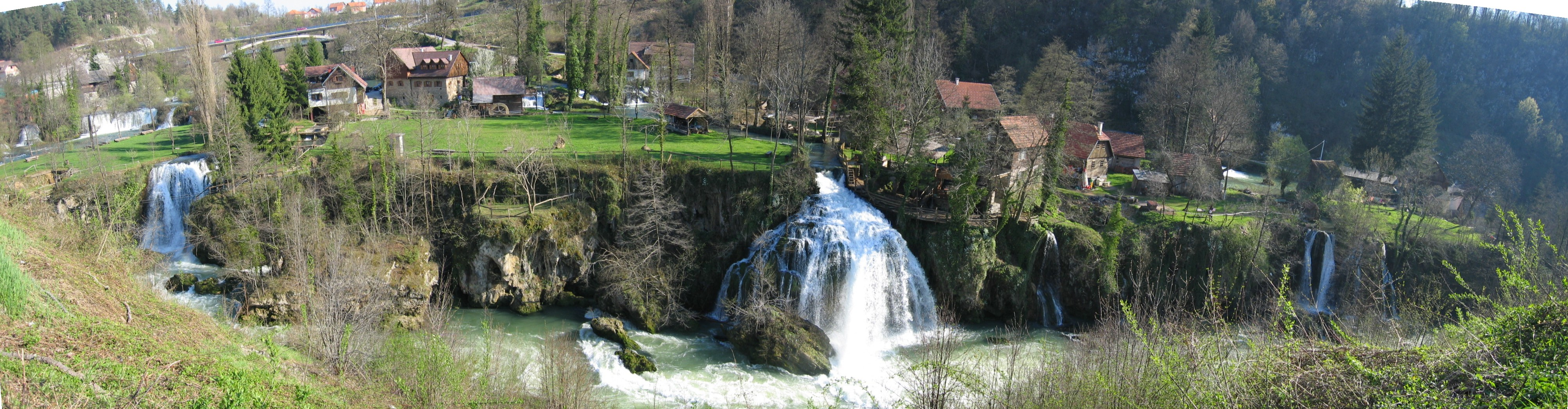
Panorama över Rastoke och floden Korana.

Rastoke är en by utanför staden Slunj i centrala Kroatien. Byn ligger vid floden Korana och är berömd för sina kvarnar vid husen och vattenfall.